# Grayson (Califòrnia)
Grayson és una població dels Estats Units a l'estat de Califòrnia. Segons el cens del 2000 tenia 1.077 habitants.

## Demografia
Segons el cens del 2000, Grayson tenia 1.077 habitants, 274 habitatges, i 243 famílies. La densitat de població era de 155,2 habitants/km².
Dels 274 habitatges en un 54,4% hi vivien nens de menys de 18 anys, en un 69,7% hi vivien parelles casades, en un 12% dones solteres, i en un 11,3% no eren unitats familiars. En el 8,8% dels habitatges hi vivien persones soles el 4% de les quals corresponia a persones de 65 anys o més que vivien soles. El nombre mitjà de persones vivint en cada habitatge era de 3,93 i el nombre mitjà de persones que vivien en cada família era de 4,12.
Per edats la població es repartia de la següent manera: un 35,8% tenia menys de 18 anys, un 9,6% entre 18 i 24, un 31,8% entre 25 i 44, un 16,5% de 45 a 60 i un 6,2% 65 anys o més.
L'edat mediana era de 28 anys. Per cada 100 dones de 18 o més anys hi havia 105 homes.
La renda mediana per habitatge era de 47.841 $ i la renda mediana per família de 48.693 $. Els homes tenien una renda mediana de 48.250 $ mentre que les dones 21.250 $. La renda per capita de la població era d'11.710 $. Entorn del 14% de les famílies i el 14,9% de la població estaven per davall del llindar de pobresa.

## Poblacions més properes
El següent diagrama mostra les poblacions més properes.